# Lasioglossum apocyni
Lasioglossum apocyni är en biart som först beskrevs av Theodore Mitchell 1960. Den ingår i släktet smalbin, och familjen vägbin. Inga underarter finns listade i Catalogue of Life. Arten lever i östra USA.

## Beskrivning
Huvud och mellankropp är ljust guldgrönt metallglänsande, ibland med ett blåaktigt inslag. Munskölden är mörkbrun upptill, ibland gyllengul nertill. Antennerna är mörkbruna, undersidan på de yttre delarna är dock rödbruna hos honan, orangegula hos hanen. Vingarna har brungula ribbor, och benen är bruna med rödbruna mellan- och bakfötter (brungula hos hanen). Bakkroppen är brun, med segmenternas bakkanter genomskinligt brungula. Behåringen är vitaktig och förhållandevis gles. Hanen kan dock ha kraftigare behåring i ansiktet under ögonen, och tergit 4 (fjärde segmentet på bakkroppens ovansida) är hårtäckt hos båda könen. Som de flesta smalbin är arten liten: Honan har en kroppslängd på 3,9 till 5,1 mm, och en längd på framvingen på 3 till 3,6 mm. Motsvarande mått hos hanen är 4,3 till 5,3 mm kroppslängd, och 3 till 3,3 mm för framvingen.
Initialt var det bara honan som beskrevs; hanen upptäcktes inte förrän senare.

## Utbredning
Utbredningsområdet omfattar östra USA, från Illinois i nordväst, Ohio, West Virginia och Virginia i nordost till ost, samt Tennessee och Mississippi i söder. Arten är inte vanlig.

## Ekologi
Arten är polylektisk, den flyger till blommande växter ur många olika familjer, som flockblommiga växter (vildmorot), oleanderväxter (Apocynum cannabinum) och ranunkelväxter (Actaea rubifolia).